# Crosley Field
Crosley Field – nieistniejący stadion baseballowy w Cincinnati w stanie Ohio, na którym swoje mecze rozgrywał głównie zespół Cincinnati Reds. Arena Meczu Gwiazd w 1938 i 1953 roku.
Obiekt zbudowano na przełomie 1911 i 1912 roku w miejscu zniszczonego po pożarze stadionu Palace of the Fans. Pierwszy mecz Reds rozegrali 18 maja 1912, a przeciwnikiem był zespół Chicago Cubs. Początkowo obiekt nosił nazwę Redland Field i mógł pomieścić 22 tysiące widzów. W 1934 będący w trudnej sytuacji klub wykupił miejscowy przedsiębiorca Powel Crosley i uratował go przed bankructwem, a w ramach zasług prezydent Cincinnati Reds Larry MacPhail zmienił nazwę stadionu na Crosley Field. 
24 maja 1935  rozegrano pierwszy w historii Major League Baseball mecz przy sztucznym oświetleniu. Prezydent Stanów Zjednoczonych Franklin Roosevelt symbolicznie włączył światła ze stolicy kraju Waszyngtonu. Mecz z Philadelphia Phillies obejrzało 25 tysięcy widzów. 27 kwietnia 1947 w drugim, wygranym przez Reds 2–1, meczu doubleheader przeciwko Pittsburgh Pirates zanotowano rekord frekwencji na Crosley Field; na trybunach zasiadło 36 691 widzów.
Powstanie zespołu futbolowego Cincinnati Bengals sprawiło, iż władze miasta zdecydowały o budowie nowego stadionu, z którego dwie drużyny zawodowe mogłyby korzystać. Ostatni mecz na Crosley Field miał miejsce 24 czerwca 1970. W 1972 obiekt został zburzony. W połowie sezonu 1970 Reds przenieśli się na nowy stadion Riverfront Stadium.